# Glamrock

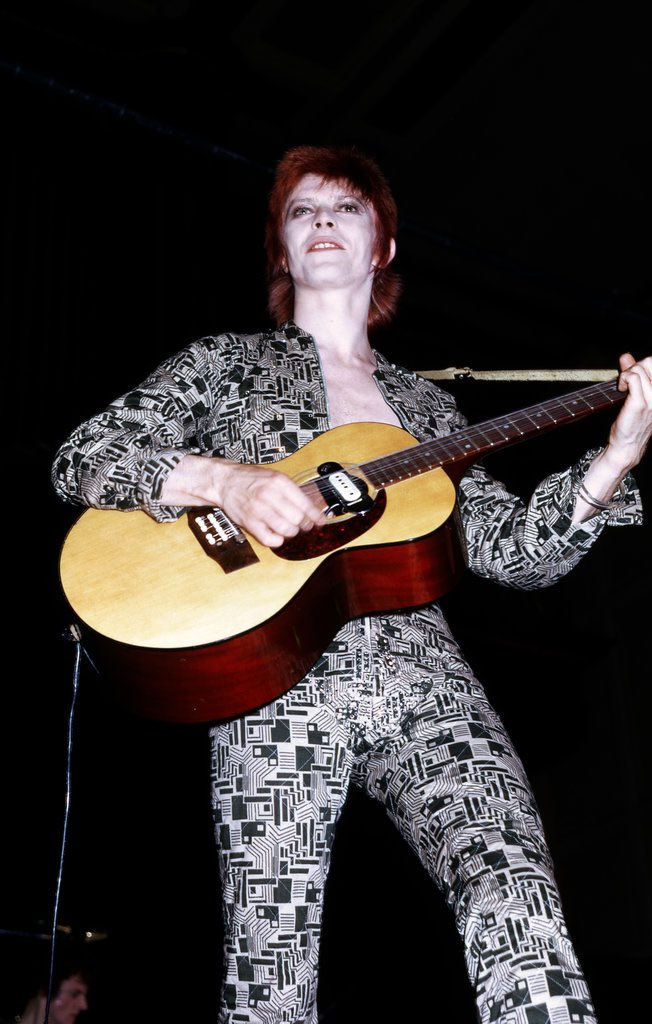
David Bowie är en känd glamrockmusiker.

Glamrock, eller glitterrock, är en typ av rockmusik som uppstod under början av 1970-talet. Fenomenet hade sitt starkaste fäste i Storbritannien, men den amerikanska skräckrockaren Alice Cooper gav också influenser till stilen.

## Historik
Bland representanterna för den ursprungliga glamrocken bör artister såsom David Bowie, Roxy Music, T. Rex, Mott the Hoople, Slade och Gary Glitter nämnas. Den första (och kanske den enda framgångsrika) kvinnliga glamrockaren var Suzi Quatro.
Musiken var en motreaktion mot de politiserade progressiva rockgrupperna, den lätta popen och dansbanden som återstod efter 1960-talets vitala musik. I Sverige, där genren ofta kallades sminkpop, dominerade vid denna tid den progressiva musikrörelsen, och genren anammades i relativt liten omfattning av lokala artister. Bandet Tears fick dock några framgångar, och Magnus Uggla hämtade mycket inspiration från Marc Bolan, David Bowie, Mott the Hoople och deras sångare Ian Hunter.
Glamrocken utmärker sig framför allt visuellt - artisterna hade ofta unika frisyrer, smink och glänsande, färgglada satinkläder. Konserterna är ljussatta med signalfärger och effekter. Musiken har en blandning av influenser från 1950-talets rock, psykedelika, heavy, nostalgisk smörsång, filmmusik m.m. Glamrocken utnyttjade folks fördomar om annorlunda sexualitet såsom outsiders, vilket än mer fascinerade dess publik. Grupper som till exempel The New York Dolls uppträdde såsom transsexuella, David Bowie som könlös eller bisexuell och Jobriath som homosexuell.
1980-talets glamrock kallas ofta pudelrock eller hair metal. Hair metal-genren är delvis en fortsättning på glamrocken. På 2000-talet har glamrocken gjort något av en comeback, fast den då kallas för "sleazerock", med artister som The Darkness, Crashdïet och Heroes and Heroines. Några av Sveriges mest kända glamrockband var Harpo, Magnus Uggla och Shotgun Messiah. Vad gäller utstyrsel uppträdde senare Kiss med karakteristiska sminkningar - helt vita och svarta i ansiktet och introducerade det i dag vedertagna heavy-begreppet med svart läder, nitar och platåskor.
Dagens sleazerock liknar glamrock väldigt mycket, men är inte fullt lika "glad".

## Glamrock på film
Eran har skildrats bland annat i filmerna The Rocky Horror Picture Show (1975) och Velvet Goldmine (1998). Några konsertfilmer från perioden är Born to Boogie (Marc Bolan och T. Rex, 1972), Ziggy Stardust and the Spiders from Mars (David Bowie, 1973) och Slade in Flame (Slade, 1974).

## Några glamrockband och artister
- T. Rex
- Alice Cooper
- The Ark
- David Bowie
- Gary Glitter
- Hanoi Rocks
- Jobriath
- Kiss
- Lou Reed
- Mott the Hoople
- New York Dolls
- The Poodles
- Queen
- Roxy Music
- Silver Head
- Slade
- Supergroupies
- Suzi Quatro
- Sweet
- Tears
- Wig Wam

## Kända glamrocklåtar
- "Metal Guru" - T. Rex
- "Get It On" - T. Rex
- "Children of the Revolution" - T. Rex
- "Starman" - David Bowie
- "The Jean Genie" - David Bowie
- "Love is the Drug" - Roxy Music
- "All the Young Dudes" - Mott the Hoople
- "The Golden Age of Rock n roll" - Mott the Hoople
- "Walk on the Wild Side" - Lou Reed
- "Mama Weer All Crazee Now" - Slade
- "Gudbuy T'Jane" - Slade
- "Ballroom Blitz" - Sweet
- "Block Buster" - Sweet
- "Fox on the Run" - Sweet
- "Rock n roll Part2" - Gary Glitter
- "Can the Can" - Suzi Quatro
- "48 Crash" - Suzi Quatro
- "Trash" - New York Dolls

## Film
- The Rocky Horror Picture Show
- T. Rex – Born To Boogie
- David Bowie – The Rise and Fall of Ziggy Stardust
- Alice Cooper – Good to See You Again, Alice Cooper
- Alice Cooper – Welcome To My Nightmare
- Gary Glitter – Remember Me This Way
- Slade – Flame